# Фуна (округ)
Фуна (фр. Funa) — округ города Киншаса, столицы Демократической Республики Конго.

## Описание
Фуна — это один из четырех районов Киншасы, включающий семь из двадцати четырех коммун города — Бандалунгва, Бумбу, Каламу, Каса-Вубу, Макала, Нгири-Нгири и Селембао. Это административный район в котором расположен ряд государственных учреждений и служб.
Фуна является отдельным избирательным округом Национальной ассамблеи, под именем Киншаса II.